# Baza lotnicza Ahmad al-Dżabir
Baza lotnicza Ahmad al-Dżabir (ICAO: OKAJ) – trzeci co do wielkości port lotniczy Kuwejtu. Używany obecnie do celów wojskowych.